# Chiesa di Santa Maria in Tempulo
La chiesa di Santa Maria in Tempulo è una chiesa sconsacrata di Roma, nel rione Celio, in via Valle delle Camene, alle pendici del Celio. Via Valle delle Camene è una strada che ripercorre l'antico tracciato iniziale della via Appia, e che nel toponimo ricorda che qui sorgeva la "Fons Camenarum", la fonte sacra alle Muse (le "Camenae").  Le sue acque, ritenute medicamentose, venivano utilizzate dalle Vestali per la necessità del loro culto. 

## Storia
La chiesa è strettamente legata al monasterium Tempuli, ricordato per la prima volta nell'806 quando venne saccheggiato dai musulmani, chiamati Saraceni a quel tempo.  Affinché le monache avessero le possibilità economiche per la ricostruzione, nel 905 Papa Sergio III emanò una bolla nella quale donava al monastero alcune proprietà sulla via Laurentina, a patto però che le monache recitassero cento volte al giorno il "Kyrie Eleison" ("Signore, pietà") ed il "Christe Eleison" ("Cristo, pietà").
La chiesa è più antica, e probabilmente risale al VI secolo, quando una comunità religiosa greca costruì in questo luogo un piccolo oratorio dedicato a S.Agata. È conosciuta col nome di chiesa di Sant'Agata, costruita da profughi (monaci ?) di origine greca.
Sull'origine del nome di questa chiesa vi sono diverse teorie:
- secondo Christian Hülsen[1] il nome deriverebbe da Tempulus, dove un greco esiliato da Costantinopoli insieme con i fratelli Servulus e Cervulus, che avrebbe fondato il monastero, e che in seguito a una visione avrebbe trasportata nella chiesetta di Sant'Agata un'immagine della Madonna ritenuta di San Luca evangelista;
- più attendibile l'ipotesi secondo cui la chiesa, e il monastero sorsero sul luogo di un templum di epoca romana.  Infatti, il toponimo "in Tempulo" sembra debba risalire alla vicinanza della chiesa con il "Tempio di Ercole Musagete", costruito nel 187 a.C. da M.Fulvio Nobiliore dopo il suo trionfo sugli Etoli, ed ornato con opere d'arte (come le statue di Ercole e delle Muse) prese come bottino di guerra nella città di Ambracia. Il tempio era circolare, con un pronao tetrastilo.  Sorgeva su un alto podio esteso sia a nord del tempio, dove formava un'esedra, che a sud dove inquadrava un'area aperta dotata di una piccola struttura rotonda che potrebbe essere stata l'Edicola delle Camene, attribuita dalla tradizione al Re Numa Pompilio.

Un documento del 977 menziona il "Monasterium Sanctae Mariae qui vocatur Tempuli", mentre nel 1155 comparve ufficialmente una "ecclesia S.Mariae in Tempuli".  Il campanile è del medesimo periodo, del quale permangono soltanto due lati inglobati nella muratura dell'edificio, visibili sulla destra del versante rivolto verso via delle Terme di Caracalla.
Di certo è che fino al XII secolo il monastero, abitato da monache benedettine, è citato dalle fonti col nome di monasterium Sanctae Mariae qui vocatur Tempuli, e solo nel 1155 si menziona per la prima volta una ecclesia Sanctae Mariae in Tempuli: appartengono a questo periodo i resti del campanile medievale, oggi inglobati nella muratura esterna dell'edificio.
Il XIII secolo rappresenta la fine dell'uso religioso del monastero e della chiesa. Infatti, con disposizione del Papa Onorio III del 1216, Domenico di Guzman (San Domenico) fu incaricato di fondare il primo ordine monastico femminile di clausura; questo progetto andò in porto nel 1222 quando le monache di Santa Maria in Tempulo (chiamate le Tempoline) furono costrette a trasferirsi nel vicino monastero di San Sisto Vecchio, e portarono con sé l'antica e venerata icona della Madonna (menzionata nella bolla del 905, che oggi è conservata nella chiesa di Santa Maria del Rosario a Monte Mario).
La storia successiva della chiesa e del monastero in Tempulo fu alquanto singolare: da monastero divenne abitazione civile, il complesso venne saccheggiato nel XIV secolo, e nel XVII secolo fu trasformato in un ninfeo della Villa Mattei (oggi Villa Celimontana); la chiesa (o per meglio dire, il casale di campagna) divenne poi un fienile, e lo rimase fino all'inizio del Novecento, quando fu recuperata e data in uso gratuito per uso artistico; ospitò infatti lo studio degli scultori Michele La Spina, Francesco Sansone e Ugo Quaglieri fino agli anni ottanta; fu fatta poi restaurare dal sindaco Francesco Rutelli e oggi, di proprietà del Comune di Roma, è luogo di celebrazione di matrimoni civili.
Fu anche location per una scena del film Rugantino del 1973.